# La caduta delle aquile (serie televisiva)
La caduta delle aquile (Fall of Eagles) è una serie televisiva britannica in 13 episodi trasmessi per la prima volta nel corso di una sola stagione nel 1974.
È una serie del genere storico incentrata sugli eventi intercorsi tra il 1848 e il 1918 tra le dinastie dominanti d'Europa, nell'Austria-Ungheria, in Germania e in Russia.

## Personaggi e interpreti
- Voce narrante (10 episodi, 1974), interpretato da Michael Hordern.
- Zar Nicola II (7 episodi, 1974), interpretato da Charles Kay.
- Willy (7 episodi, 1974), interpretato da Barry Foster.
- Zarina Alessandra (6 episodi, 1974), interpretato da Gayle Hunnicutt.
- Imperatore Francesco Giuseppe d'Austria (3 episodi, 1974), interpretato da Laurence Naismith.
- Amm. Paul von Hintze (3 episodi, 1974), interpretato da Griffith Jones.
- Vladimir Lenin (3 episodi, 1974), interpretato da Patrick Stewart.

Tra gli altri interpreti: Curd Jürgens, Gemma Jones, Maurice Denham, Gayle Hunnicutt, Rachel Gurney, Frank Thornton, Denis Lill, Diane Keen, Laurence Naismith, Lynn Farleigh, John Rhys-Davies, Paul Eddington, Freddie Jones, Charles Gray, Mary Wimbush, Pamela Brown, Tony Jay, Tom Conti, Miriam Margolyes, Andrew Keir, Marius Goring.

## Produzione
La serie, ideata da John Elliot, fu prodotta dalla British Broadcasting Corporation.

### Registi
Tra i registi sono accreditati:
- David Cunliffe in 3 episodi (1974)
- Bill Hays in 3 episodi (1974)
- Rudolph Cartier in 2 episodi (1974)
- Stuart Burge

### Sceneggiatori
Tra gli sceneggiatori sono accreditati:
- John Elliot in 13 episodi (1974)
- Elizabeth Holford in 2 episodi (1974)
- Jack Pulman in 2 episodi (1974)

## Distribuzione
La serie fu trasmessa nel Regno Unito dal 15 marzo 1974 al 19 giugno 1974  sulla rete televisiva BBC One. In Italia è stata trasmessa a partire dal 2 luglio 1978 su Rai 1 con il titolo La caduta delle aquile.
Alcune delle uscite internazionali sono state:
- nel Regno Unito il 15 marzo 1974 (Fall of Eagles)
- in Belgio il 20 settembre 1976
- nei Paesi Bassi il 22 aprile 1977 (Koning en keizer)
- in Francia il 15 luglio 1979 (La chute des aigles)
- in Spagna (La caída de las águilas)
- in Italia (La caduta delle aquile)

## Episodi
| Stagione       | Episodi | Prima TV Regno Unito |
| -------------- | ------- | -------------------- |
| Prima stagione | 13      | 1974                 |